# Cotoneaster buxifolius
Cotoneaster buxifolius är en rosväxtart som beskrevs av John Lindley. Cotoneaster buxifolius ingår i släktet oxbär, och familjen rosväxter.

## Underarter
Arten delas in i följande underarter:
- C. b. marginatus
- C. b. rockii